# Ferberturm
Der Ferberturm ist ein 21 Meter hoher Aussichtsturm auf der Ronneburger Höhe in der thüringischen Stadt Gera.

## Geschichte

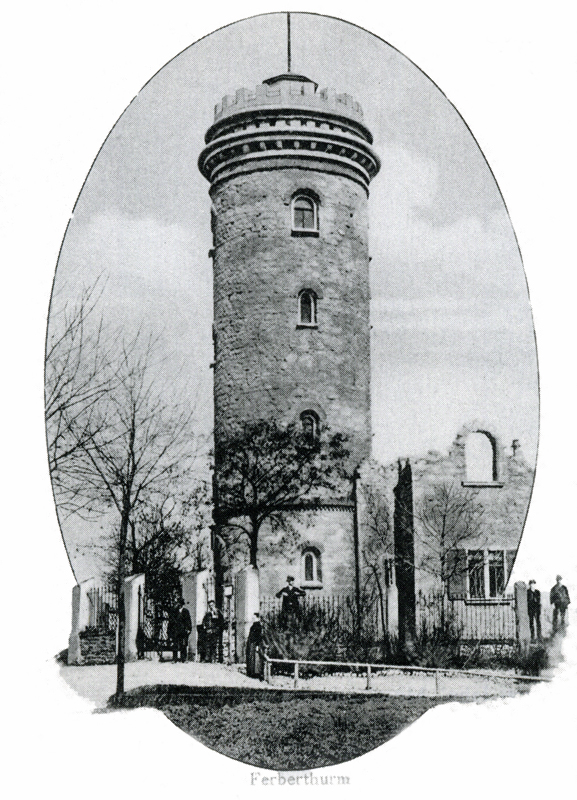
Ferberturm mit dem ursprünglich ruinenartigen Anbau (1902)

Der Ferberturm wurde 1874–1875 vom Geraer Kaufmann und Mineralogen Dr. Moritz Rudolf Ferber auf der Ronneburger Höhe, dem mit 300 Metern über NN und 124 Metern über der Stadt gelegenen höchsten Punkt Geras, errichtet. Mit dem Turm wurde ein Nebengebäude in Form einer Ruine erbaut, das als Kastellanswohnung diente. Als Baumaterial für den runden Turm wurden Quader aus Leumnitzer Zechstein verwendet. Die Baukosten betrugen 15.800 Mark. Der Turm wurde am 5. Februar 1876 der Stadt Gera übereignet und später auch als Wetterstation genutzt.
Der erste Kastellan des Ferberturms war der für seine Grobheiten bekannte Gottlieb Krieg. Er war ein bekanntes Geraer Original und wurde von den Bürgern umgangssprachlich Kriegs Gottlieb genannt.
1946/1947 wurde der Ruinenteil ausgebaut, um Platz für gastronomische Einrichtungen zu schaffen, der baufällige Turm wurde 1989 saniert.
Der denkmalgeschützte Aussichtsturm und die gleichnamige Gaststätte sind auch heute noch beliebte Ausflugsziele.

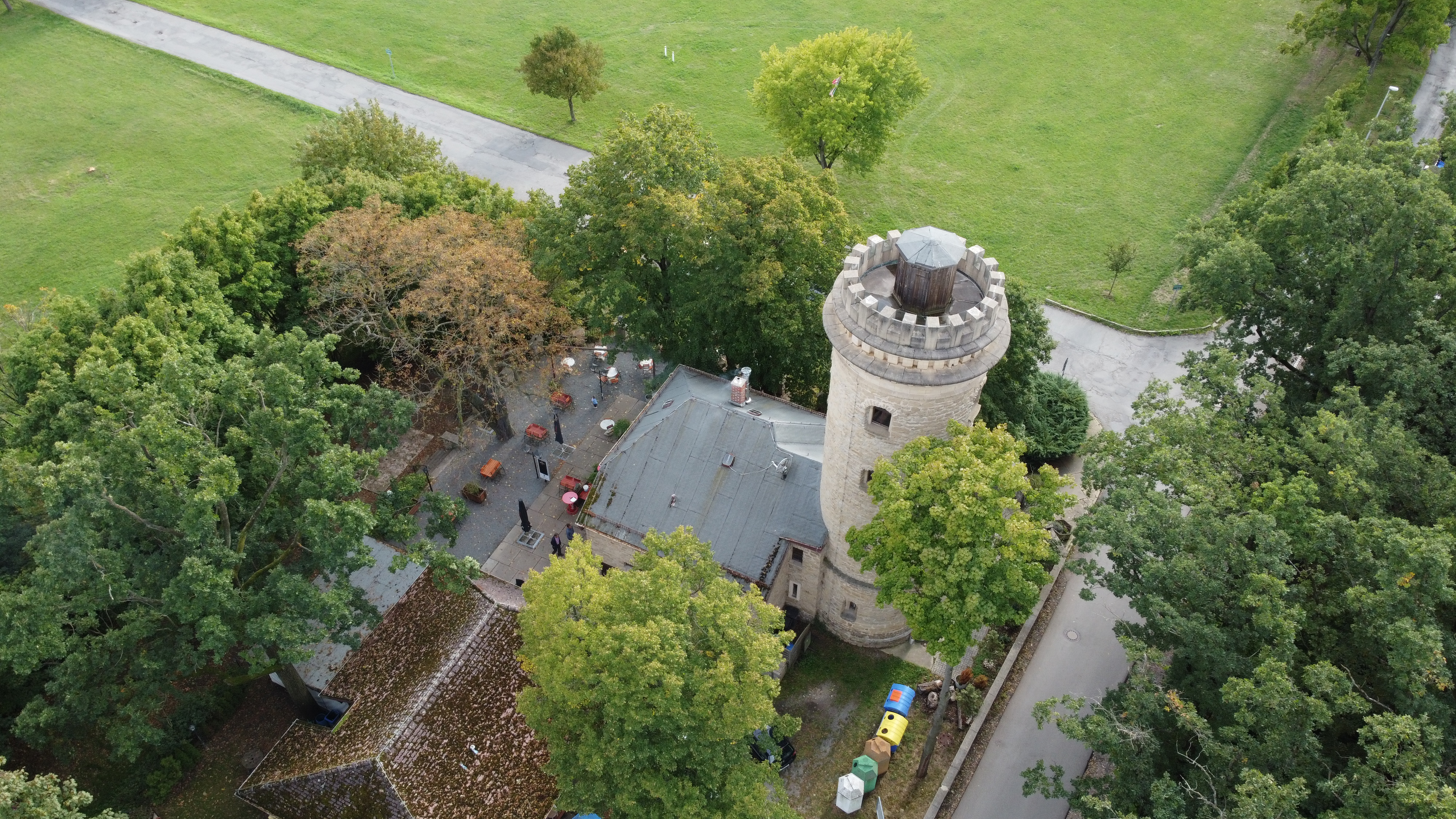
Luftaufnahme des Grundstücks